# Malo (Olaszország)
Malo település Olaszországban, Veneto régióban, Vicenza megyében. Lakosainak száma 14 654 fő (2023. január 1.). Malo Cornedo Vicentino, Marano Vicentino, Monte di Malo, San Vito di Leguzzano, Villaverla, Castelgomberto, Isola Vicentina és Thiene községekkel határos.

## Népesség
A település népességének változása:
| Lakosok száma | 14 915 | 14 855 | 14 654 |
|               | 2017   | 2018   | 2023   |